# Pseudobradya scabriuscula
Pseudobradya scabriuscula är en kräftdjursart som beskrevs av Sars 1920. Pseudobradya scabriuscula ingår i släktet Pseudobradya och familjen Ectinosomatidae. Arten har ej påträffats i Sverige. Inga underarter finns listade i Catalogue of Life.